# Horodiștea (okręg Botoszany)
Horodiștea – wieś w Rumunii, w okręgu Botoszany, w gminie Păltiniș. W 2011 roku liczyła 779 mieszkańców. Horodiștea jest najdalej wysuniętą na północ miejscowością Rumunii.